# Басин, Пётр Васильевич
Пётр Васи́льевич Ба́син (25 июня [6 июля] 1793, Санкт-Петербург — 16 [28] июля 1877, там же) — русский живописец, последователь романтического академизма, один из основных петербургских художников николаевской эпохи, педагог; мастер исторической картины и церковный декоратор, также работал как портретист и жанрист. Академик (с 1830) и профессор (с 1836; заслуженный профессор с 1856) Императорской Академии художеств, наставник Николая Ге и Павла Чистякова. Действительный статский советник (1861).

## Биография

### Молодость и учёба в Италии
Родился в Санкт-Петербурге 25 июня (6 июля) 1793 года. Служил в экспедиции о государственных доходах Министерства финансов. С 1811 года посещал рисовальные классы Академии художеств в качестве вольнослушателя; в 1813 году поступил в Академию студентом, овладевал художественным мастерством под руководством профессора В. К. Шебуева. В 1818 году за программную картину «Христос изгоняет из храма торгующих» Басин получил большую золотую медаль и право на пенсионерское пребывание за границей на средства Академии.
Одиннадцать лет П. В. Басин провёл в Риме, копировал произведения Рафаэля («Изведение апостола Петра из темницы», «Больсенское чудо», «Аполлон и музы» из папского дворца, а также «Сивиллы» из церкви Санта-Мария-делла-Паче) и Доменикино («Приобщение святого Иеронима», фрески с житием св. Нила из Гроттаферрата). В этот же ранний период творчества художник создаёт ряд оригинальных произведений — как на академические мифологические сюжеты («Фавн Марсий учит юношу Олимпия игре на свирели», «Фавн и Нимфа»), так и на более реалистическую, жанровую тематику («Итальянский разбойник», «Землетрясение в Рокка ди Папа, близ Рима», «Прачки, вешающие бельё»), а также портреты С. Ф. Щедрина и членов семьи полковника Лорера.

### Российский период творчества

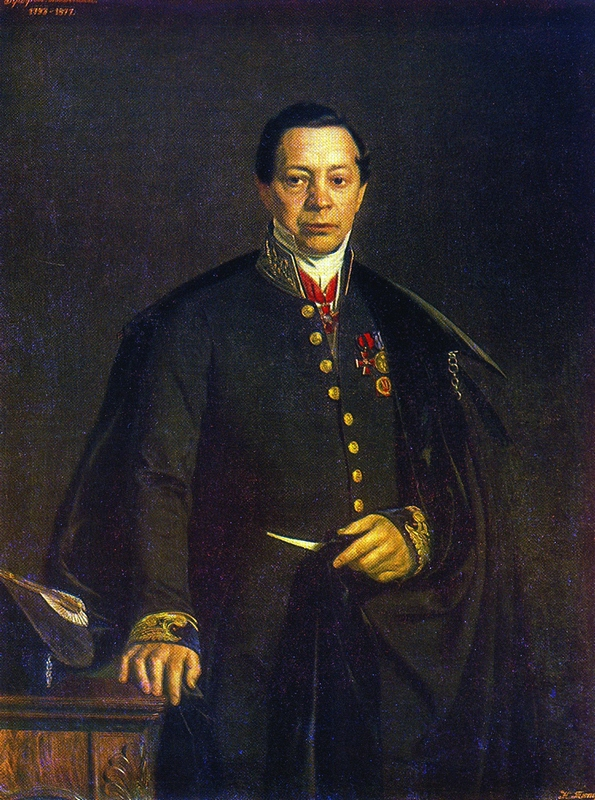
Н. Л. Тютрюмов. Портрет профессора Академии художеств П. В. Басина. 1853
Холст, масло. 130 × 101 см
Русский музей, Санкт-Петербург

В 1826—1828 годах Басин пишет картину «Сократ в битве при Потидее защищает Алкивиада». После успешного показа этой картины в Риме картина была отправлена морем в Санкт-Петербург, но корабль, перевозивший её, потерпел крушение, и холст оказался сильно испорчен. При возвращении на родину (куда был вызван императором Николаем I для работы на строительстве Исаакиевского собора) Басин картину отреставрировал и подарил Академии художеств. В 1830 году за эту работу Басин получил звание академика, вскоре начал преподавательскую работу, получив в 1836 году звание профессора второй степени, в 1846 году — профессора первой степени, а в 1856 году — заслуженного профессора по портретной и исторической живописи. С 1859 года преподавал в натурном классе. Был произведён в чин действительного статского советника 23 апреля 1861 года. В 1869 году оставил кафедру по причине прогрессирующей болезни глаз. В числе наиболее известных учеников Басина: Николай Ге, Карл Гун и Павел Чистяков.
Хотя Басин много работал как портретист, он получил известность благодаря монументальным работам в церквях и светских общественных зданиях, в том числе в Исаакиевском соборе, для которого он создал до сорока образов и картин религиозного содержания, из всех художников, работавших в соборе, выполнив наибольший объём росписей. Басин дописывал эскизы Карла Брюллова на плафоне главного купола собора, создал композицию «Нагорная проповедь» над южными дверями, «Лобзание Иуды» и «Несение креста» на центральном аттике (там же дописывал за Брюлловым «Се человек» и «Бичевание»), полностью расписал приделы св. Александра Невского и св. Екатерины. В Казанском соборе Басин написал «Введение во храм». В церкви Академии художеств он создал запрестольный образ «Сошествие Святого Духа на апостолов» (который Русский биографический словарь определяет как «лучшее произведение художника») и несколько образов для иконостасов, в библиотеке Академии — плафон. Для церкви Зимнего дворца Басин написал «Воскресение Христово», для Фельдмаршальского зала создал портреты Кутузова и Дибича, для Помпейского зала — мифологические фигуры. Работы Басина украшали соборы в Петергофе и Тифлисе. Картины Басина были включены в собрания Академии художеств (прежде всего работы римского периода), Музея императора Александра III, Московского публичного музея. В конце жизни, в 1860-е годы, Басин создал картоны росписей для московского храма Христа Спасителя, но сам не смог их воплотить в церкви из-за ухудшающегося зрения, и росписи по его эскизам выполнил Н. А. Кошелев.

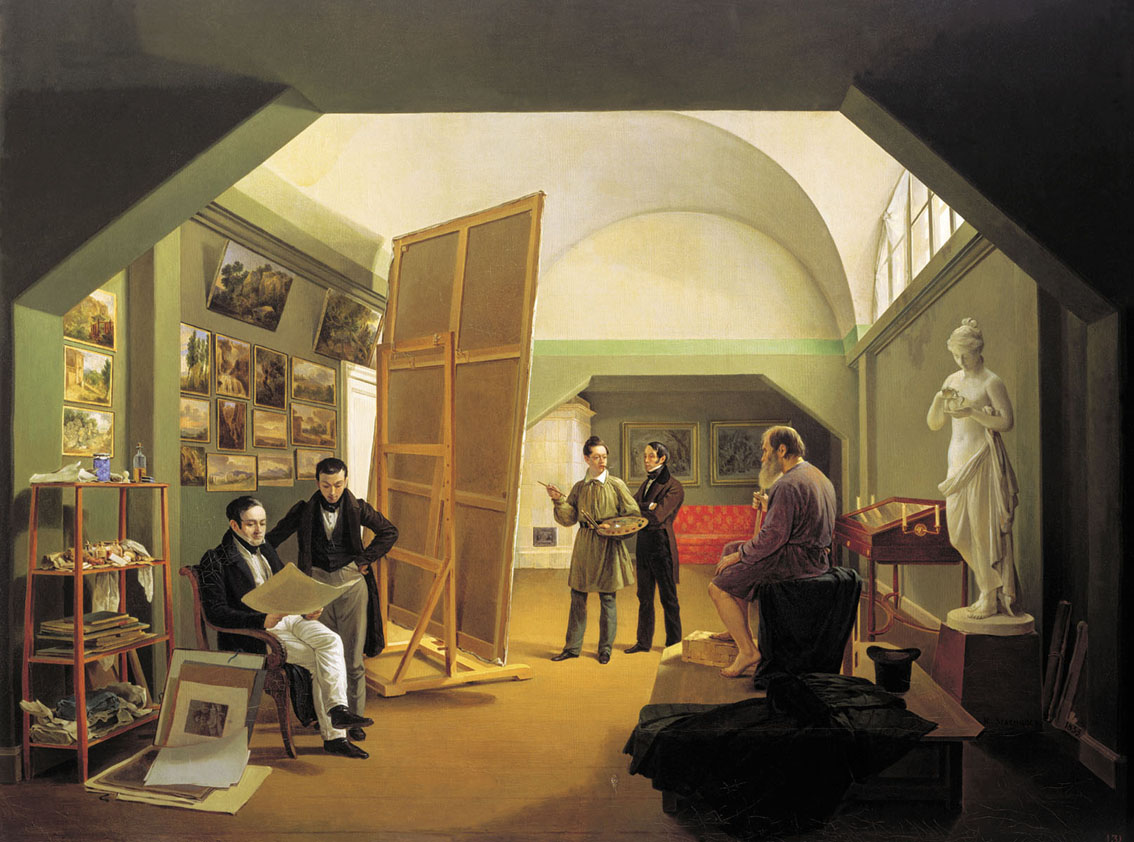
К. А. Зеленцов. Мастерская П. В. Басина. 1833

Деятельность Басина не исчерпывалась творческой работой и преподаванием. Он неоднократно выступал в качестве эксперта, в частности, при покупке коллекции княгини Трубецкой и произведений из коллекции нидерландского короля Виллема II для Зимнего дворца и покупке частной скульптурной коллекции ректора В. И. Демута-Малиновского для Академии художеств. Басин предпринимал усилия по сохранению памятников русского зодчества, добившись в том числе сохранения двенадцати отдельных крыш на здании Двенадцати коллегий, которые планировалось заменить одной общей. Им также переведен с итальянского на русский краткий курс анатомии для живописцев Ж. Дель-Медико.
Умер 16 (28) июля 1877 года в Петербурге; похоронен на кладбище Воскресенского Новодевичьего монастыря (Средняя часть, дор. 1, уч. 18).

## Избранные работы
- «Сусанна, застигнутая старцами в купальне» (1822. Холст, масло. 102.5 x 76.5 см. Русский музей)
- «Фавн Марсий учит юношу Олимпия играть на свирели» (1821 г. Холст, масло. 185 x 139.5 см. Русский музей)
- «Землетрясение в Рокка-ди-Папа, близ Рима» (1830. Холст, масло. 84 x 99 см. Русский музей)
- «Чердак здания Академии художеств» (1831 . Холст, масло. 63.5 x 80.2 см. Третьяковская галерея)
- «Женщина с поднятой рукой» (1843. Третьяковская галерея)
- «Портрет Ольги Владимировны Басиной, жены художника» (1830-е. Русский музей)
- «Пирамидальные тополя» (1820-е. Русский музей)

## Награды
- орден Св. Анны 3-й ст. (25.03.1833)
- орден Св. Владимира 4-й ст. (10.03.1839)[9]
- знак отличия беспорочной службы за XXX лет (22.08.1840)
- знак отличия беспорочной службы за XXXV лет (22.08.1845)
- орден Св. Станислава 2-й ст. с императорской короной
- орден Св. Анны 2-й ст. (08.03.1847)[10]
- орден Св. Владимира 3-й ст. (1858)
- орден Св. Станислава 1-й ст. (1864)
- орден Св. Анны 1-й ст. (1868)

## Галерея

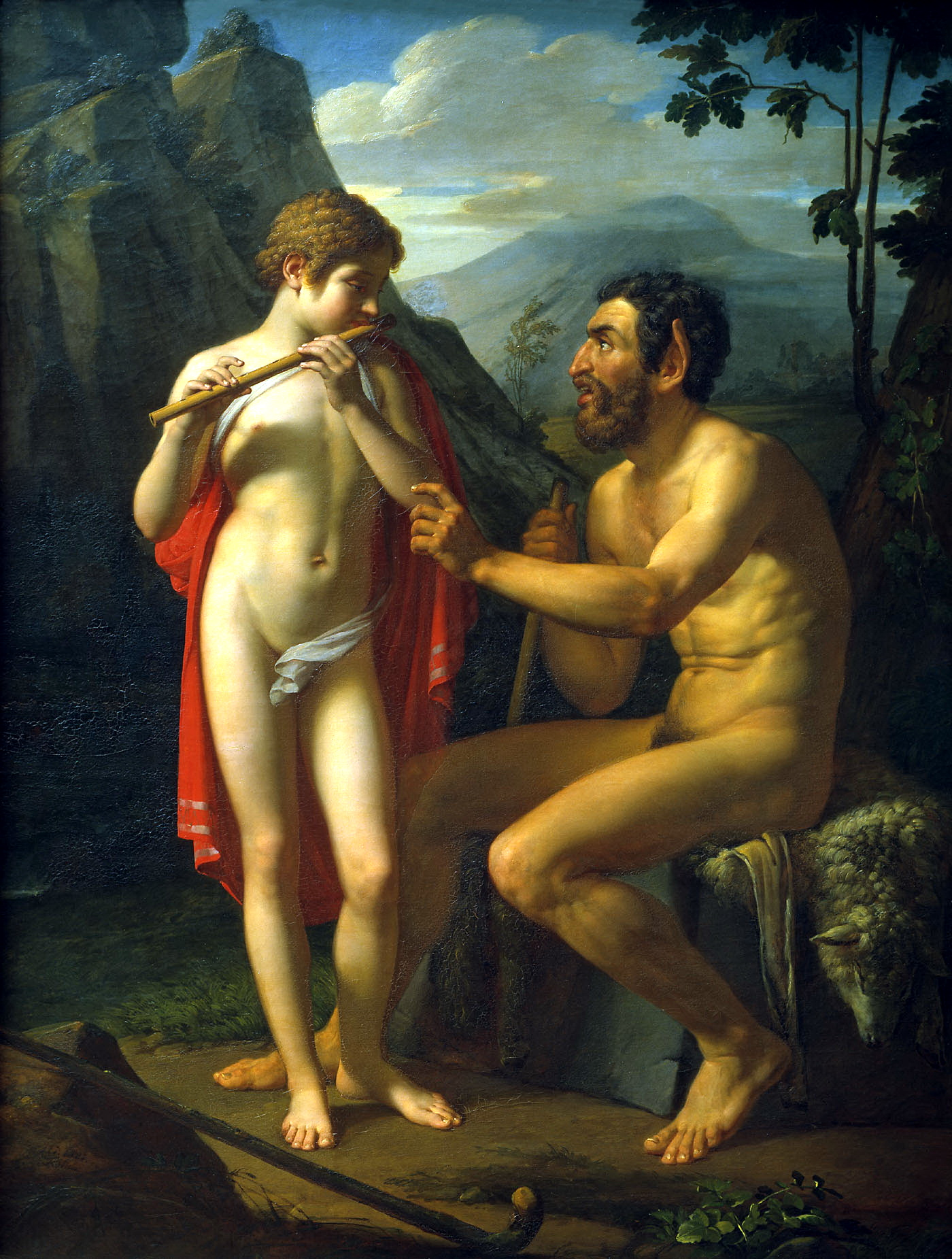
Фавн Марсий учит юношу Олимпия игре на свирели (1821). Русский музей.
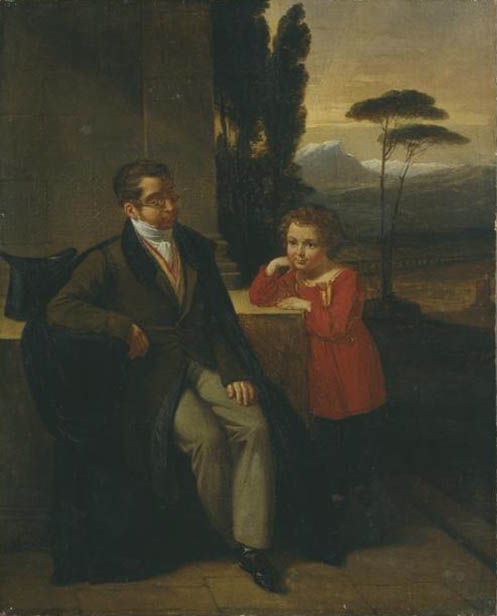
Карл Васильевич Нессельроде с сыном Дмитрием (1823).
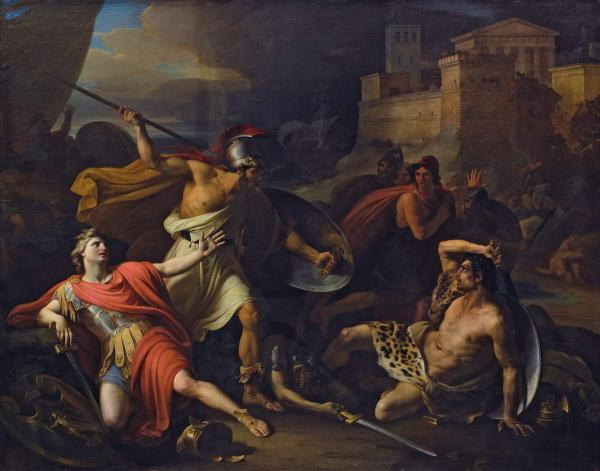
Сократ в битве при Потидее защищает Алкивиада (1828). Русский музей.
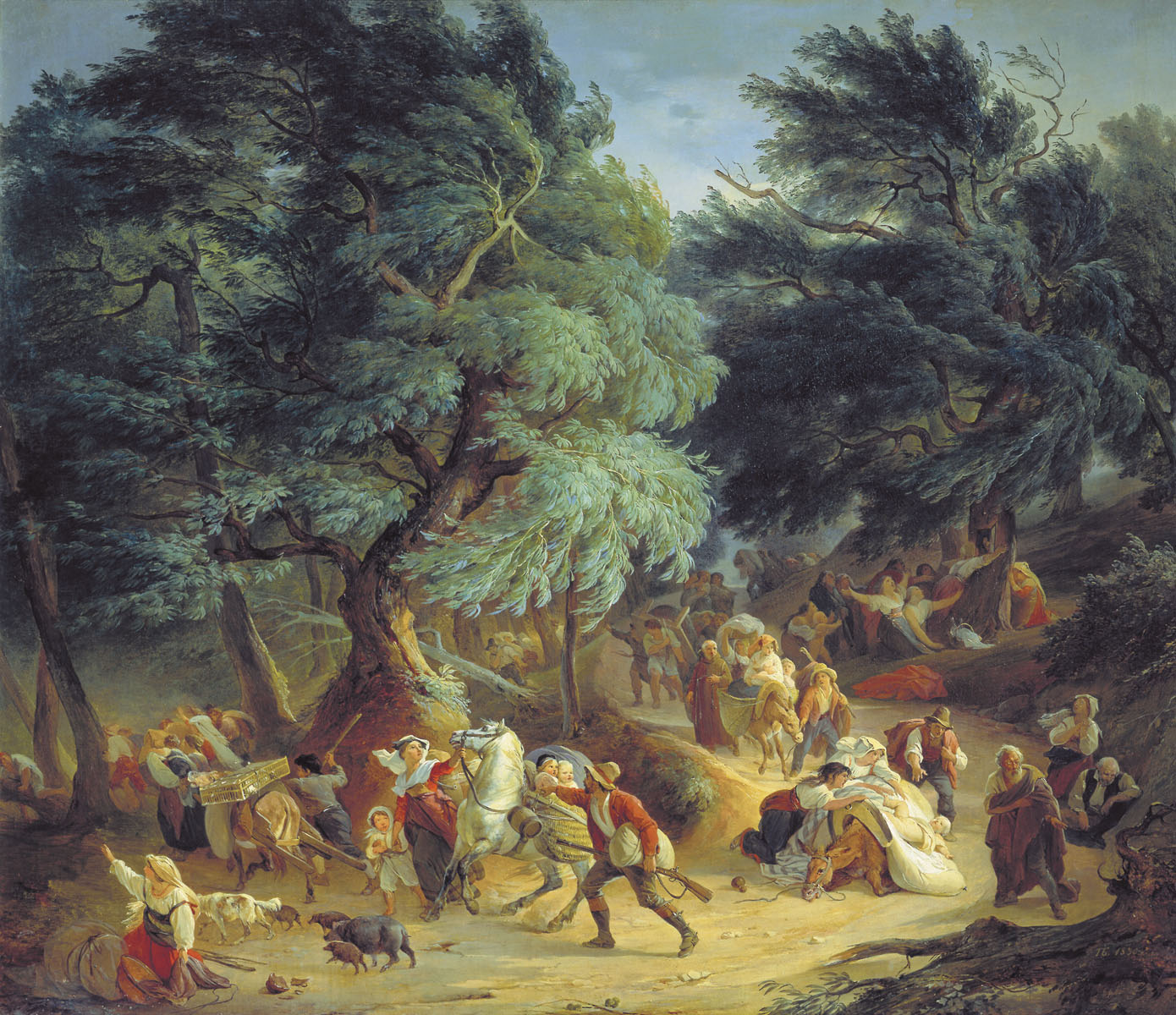
Землетрясение в Рокка-ди-Папа, близ Рима (1830). Русский музей.
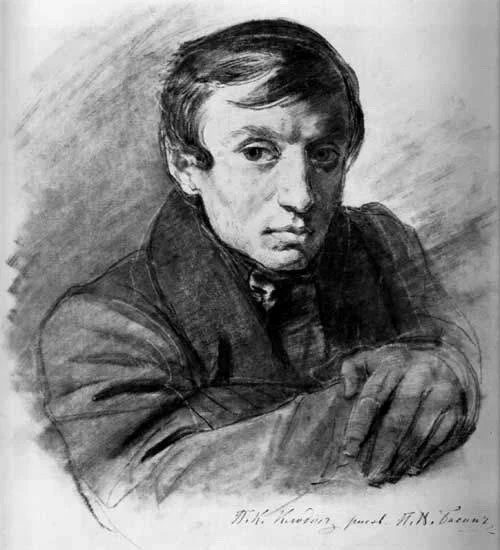
Портрет cкульптора П. К. Клодта (с автографом), около 1830 года. Третьяковская галерея
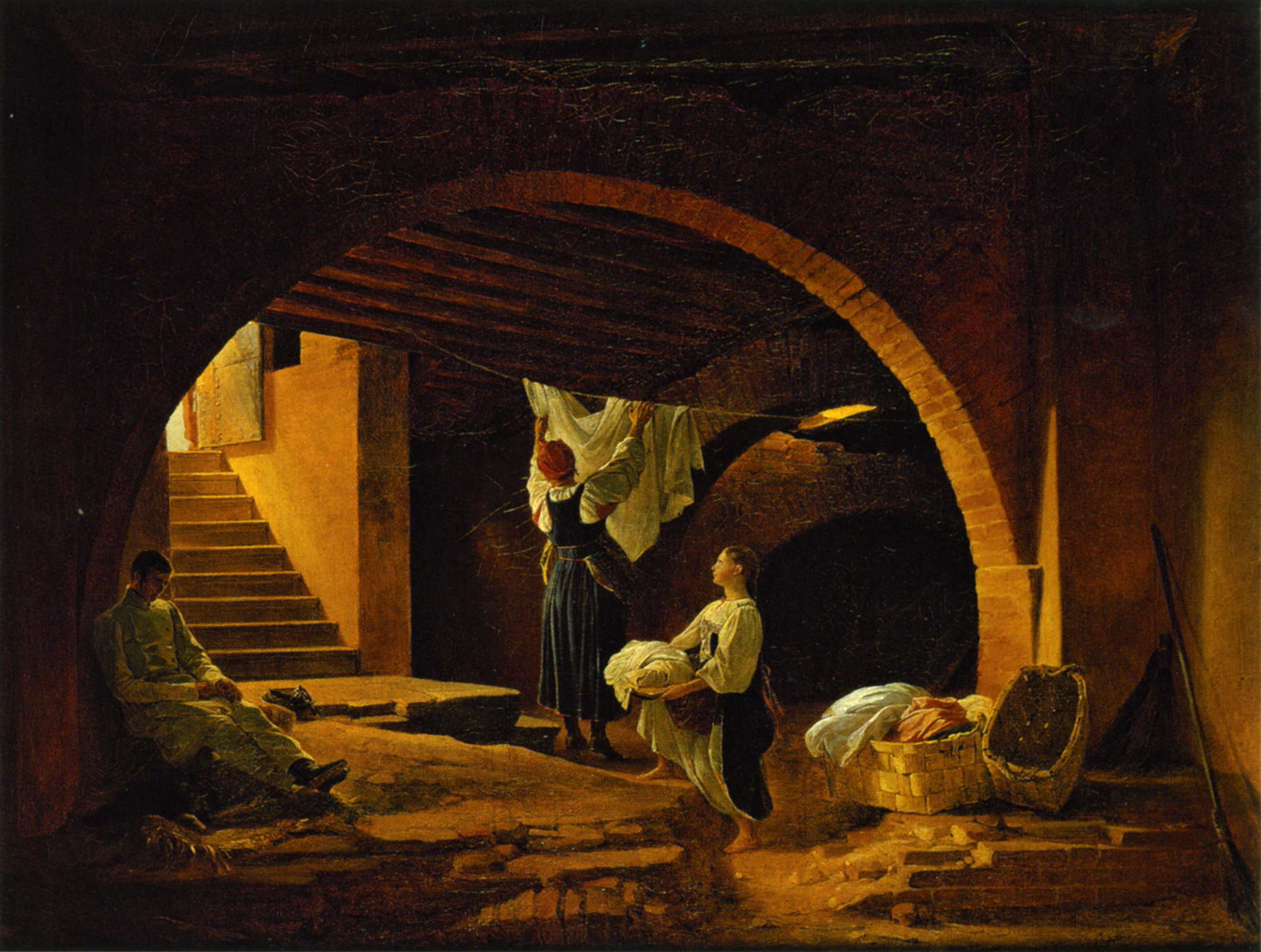
Чердак здания Академии художеств (1830-е). Музей Российской академии художеств.
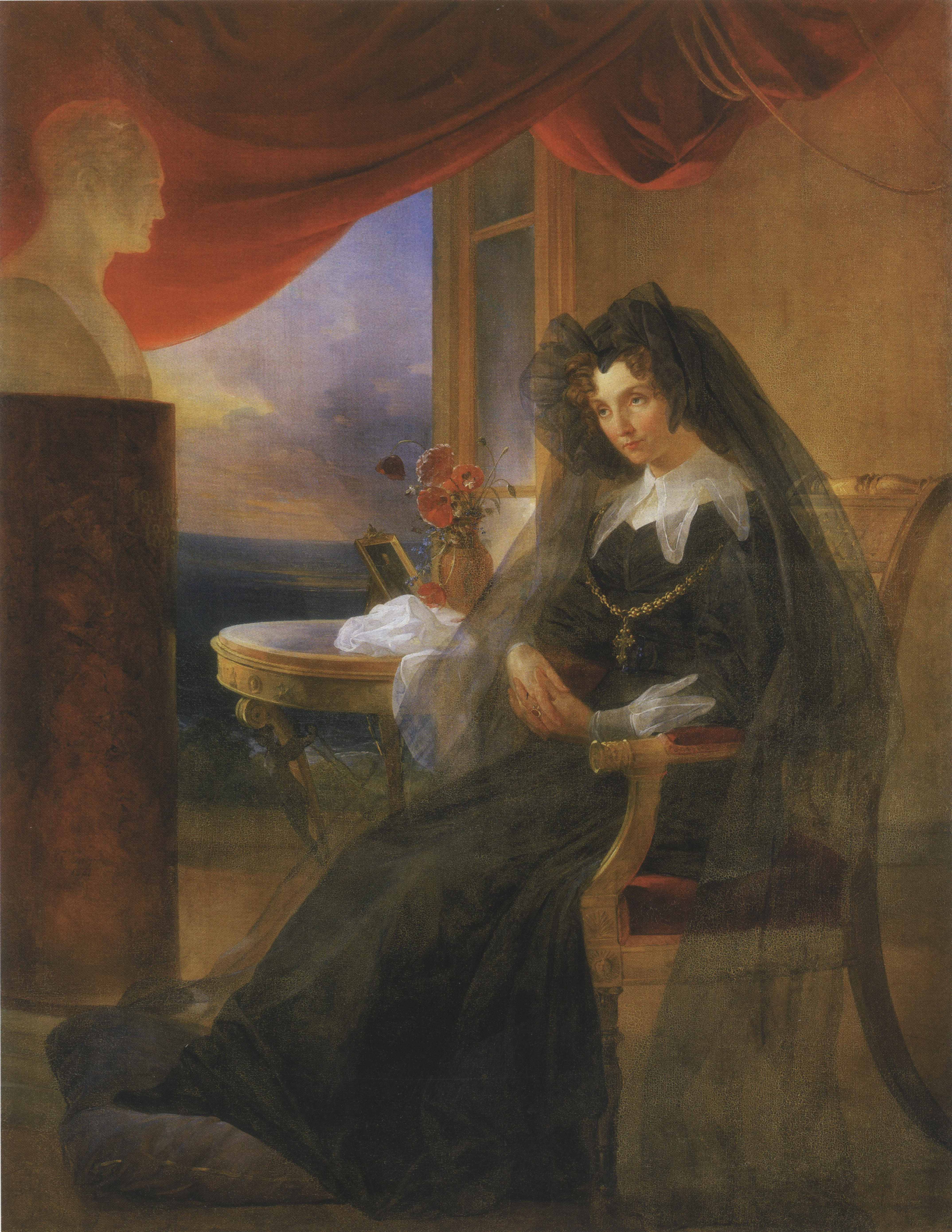
Портрет вдовствующей императрицы Елизаветы Алексеевны (1831). Эрмитаж.
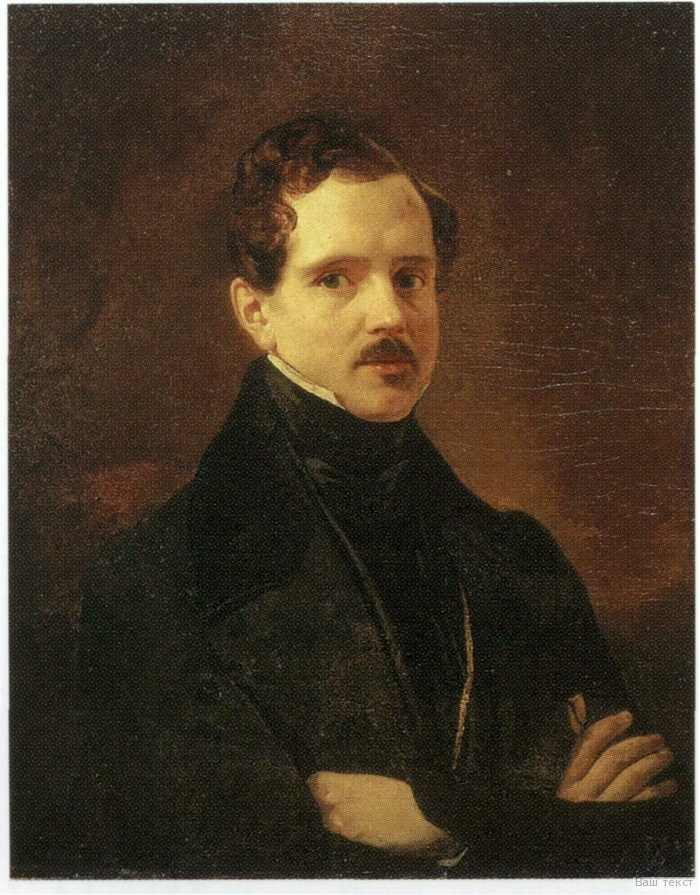
Портрет музыковеда и музыканта-любителя Модеста Дмитриевича Резвого (1837/1838).
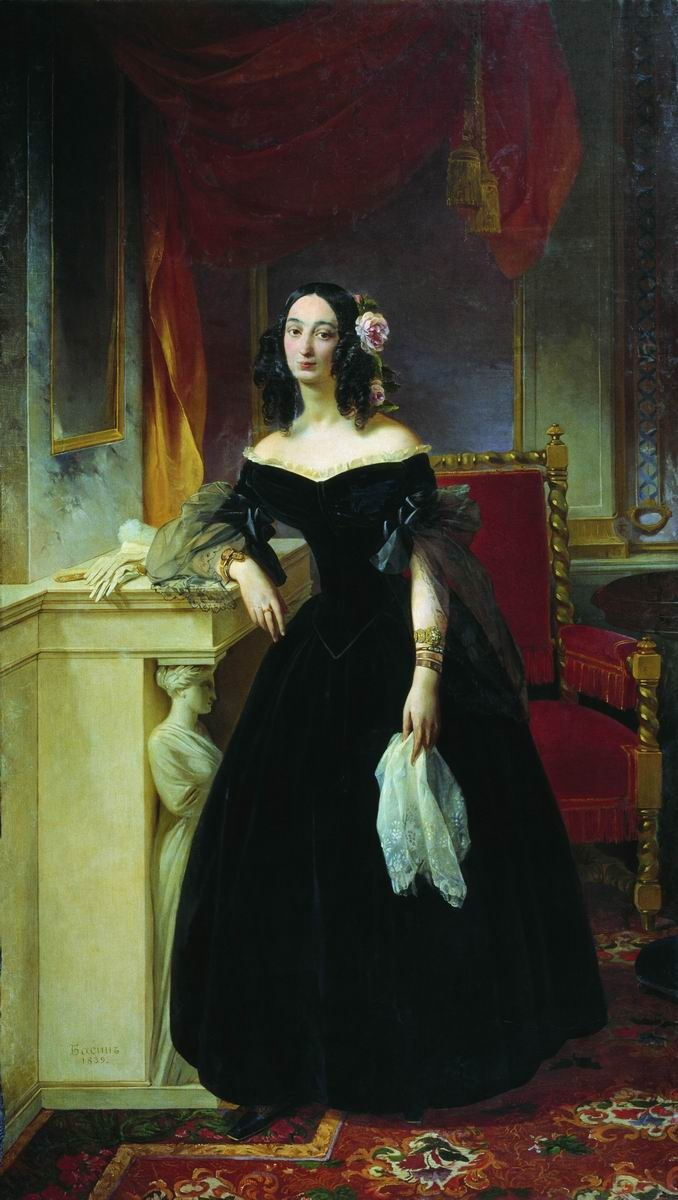
Портрет Софьи Сергеевны Бибиковой, урождённой Кушниковой (1806/1810-1882). 1839, Национальный художественный музей Республики Беларусь